# Christelle Pécout
Pour les articles homonymes, voir Pécout.
Christelle Pécout, née en 1976 à Séoul, est une autrice et dessinatrice de bande dessinée française.

## Biographie
Originaire de Corée du Sud, Christelle Pécout est adoptée par des parents français. Elle grandit à Marseille. Elle découvre Yoko Tsuno, les comics et Akira. Elle est diplômée de la chambre syndicale de la couture parisienne. En 1996,  elle entre à l'École européenne supérieure de l'image, à Angoulême. En 1999, elle s'installe à Paris. Depuis 2000, elle est autrice de bandes dessinées.
En 2004, elle rencontre Sylvianne Corgiat chez Les Humanoïdes associés, avec laquelle elle lance la série Lune D'ombre. Influencée par les mutations de la culture coréenne, Christelle Pécout est l'auteure du manga K-Shock édité en 2016 chez Glénat BD,. L'autrice s'appuie sur le regard d'Alice, étudiante française passionnée de musique et Jae Sun, rappeur membre d'un groupe de k-pop, afin d'étudier les mécanismes d'une génération soumise au culte de la reconnaissance et de la télé-réalité,. 
Christelle Pécout est membre du Collectif des créatrices de bande dessinée contre le sexisme. Elle est également vice-présidente du syndicat français des auteurs de BD (SNAC BD).
En 2018, elle participe à l'album collectif Féministes (éditions Vide Cocagne).

## Œuvre
- Histoires et légendes normandes, scénario de Raphaël Tanguy, Association l'Eure du Terroir

1. L'Empreinte du Malin, dessins d'Alexandre Gaillard, Thierry Olivier, Marc Charbonnel, Philippe Bringel, Mika, Juan María Córdoba, Christelle Pécout, 2008  (ISBN 978-2-9533278-0-9)
- Lune d'ombre, scénario de Sylviane Corgiat, dessins de Christelle Pécout, Les Humanoïdes Associés

1. La Pirate andalouse, 2004  (ISBN 2-7316-6288-3)
2. La Tour du silence, 2005  (ISBN 2-7316-1635-0)
3. L'Île aux Démons, 2006  (ISBN 2-7316-1688-1)
4. L'Arbre carnivore, 2007  (ISBN 978-2-7316-2009-2)

- Sorcières,

2. Hypathie, scénario de Virginie Greiner, dessins de Christelle Pécout, Dupuis, 2010  (ISBN 978-2-8001-4649-2)
- Stellaire, Les Humanoïdes Associés

1. L'Appel des dieux, scénario de Sylviane Corgiat et Patrick Galliano, dessins de Christelle Pécout et Alberto Ponticelli, 2004  (ISBN 2-7316-6335-9)

- Participation à : Marie Moinard et collectif, En chemin elle rencontre... : Les artistes se mobilisent pour l'égalité femme-homme, Des ronds dans l'O / Amnesty International, février 2013, 84 p. (ISBN 978-2-917237-46-5)
- Björk une femme islandaise, scénario de Guillaume Lebeau, collection Marabulles, Marabout, 2015  (ISBN 978-2501081009)
- K-Shock, Glénat BD, 2016,  (ISBN 2344005900)
- Les découvreuses[11], Éditions 21gr, 2019,  (ISBN 9791093111384)